# Cordon détonant

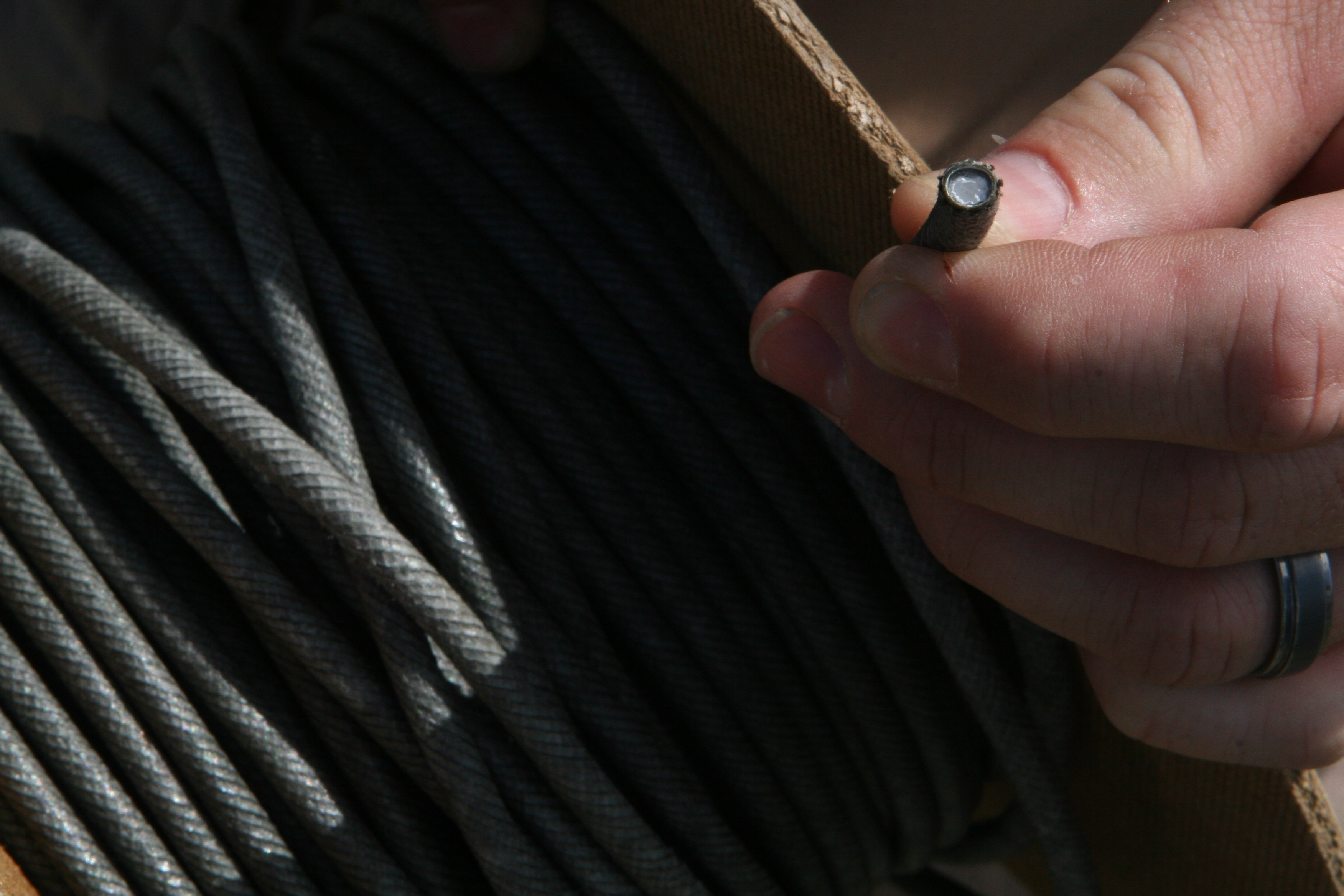
Cordon détonant renforcé rempli de tétranitrate de pentaérythritol (PETN).

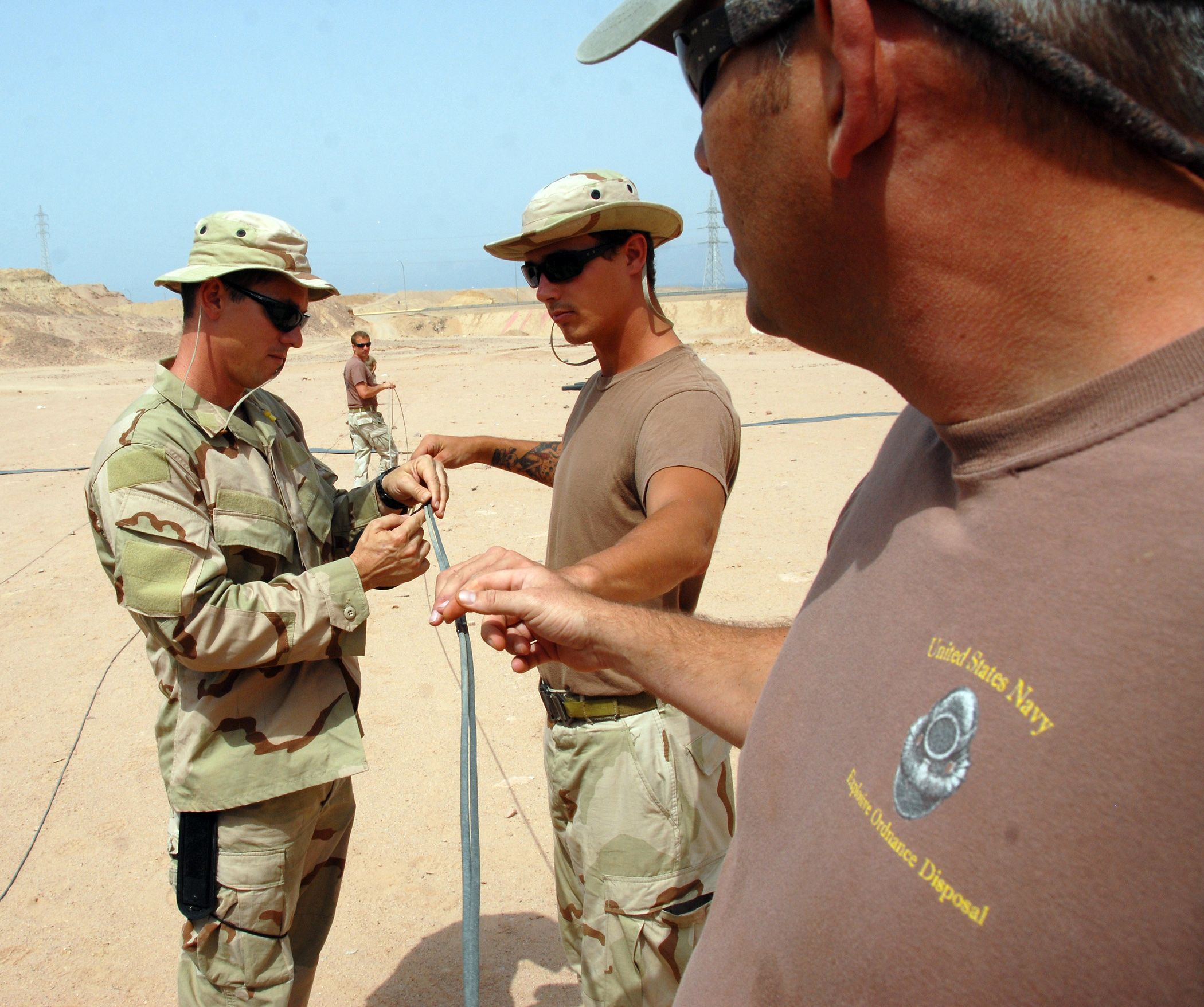
Des techniciens de la marine des États-Unis manipulant du cordon détonant durant un exercice de démolition.

Le cordon détonant ou cordeau détonant est un tube en plastique mince et rempli de tétranitrate de pentaérythritol (PETN). Avec une vitesse d'explosion du PETN d'environ 8,4 kilomètres par seconde, toute la longueur du cordon détonant semble exploser instantanément. Il s'agit d'une mèche ultra-rapide qui explose, plutôt qu'elle ne brûle, et qui est adaptée pour faire détoner des explosifs puissants, généralement du tétranitrate de pentaérythritol (ou pentrite). Conditionné en rouleau, il permet de relier plusieurs charges d'explosif (chaîne pyrotechnique complexe).
Sa vitesse de détonation est suffisante pour l'utiliser pour synchroniser l'explosion de charges multiples et les faire exploser presque simultanément, même si les charges sont placées à des distances différentes du point de mise à feu. Il est utilisé de façon fiable et à moindre coût pour faire sauter plusieurs charges explosives. Les utilisations typiques incluent l'exploitation minière, le forage, les démolitions, les destructions militaires.
Cordtex et Primacord sont deux des nombreuses marques qui sont devenues des termes génériques pour ce produit.

## Effets
Comme un support de transmission, il peut servir comme une ligne de transmission entre l'initiateur (généralement le système de mise à feu) et la zone de tir, et entre plusieurs charges explosives différentes. Il peut servir également de mécanisme de chronométrage, le cordon détonant ayant une vitesse de détonation très fiable (environ 8 000 m/s), permettant aux ingénieurs de contrôler le rythme selon lequel les charges vont exploser. Ceci est particulièrement utile pour les démolitions, lorsque des éléments de structure doivent être détruits dans un ordre spécifique pour contrôler l'effondrement d'un édifice par exemple.
Il ressemble à de la corde nylon, de section ronde, le noyau est constitué d'une poudre explosive comprimée, généralement du PETN (penthrite), et il est mis à feu grâce à une charge. Les cordons détonants peuvent mettre à feu la plupart des explosifs commerciaux (dynamite, gélignite, gels sensibilisés, etc.) mais pas les explosifs les moins sensibles, comme l'ANFO. Avec une puissance explosive de 5,3 à 10,6 g/m, le cordon détonant a approximativement la puissance de mise à feu d'un détonateur, mais sur toute sa longueur. Une petite charge de PETN, de TNT, ou d'un explosif secondaire est requise entre le cordon et une charge insensible, comme l'ANFO ou la plupart des gels explosifs à base d'eau.

## Évaluation
Le cordon détonant est classé par sa masse explosive par unité de longueur, qui s'exprime en grammes par mètre (en grains par pied aux États-Unis, 1 g/m équivalent à environ 0,2 grain par pied). Un cordon détonant de 10 g/m est un cordon typique, qui sera utilisé par défaut pour connecter des charges. Des cordons plus légers peuvent être utilisés pour des « détonations à faibles bruit » ou pour des effets spéciaux de films, tandis que des cordons plus lourds seront utilisés dans des cas où le cordon est utilisé pour avoir un certain effet, tels que la découpe de rocher par exemple où on peut utiliser des cordons de 10 à 50 g/m.

## Emplois
Les cordeaux détonants de faible puissance peuvent être utilisés comme charges de découpe de précision pour enlever des stalactite (degager la voie en spéléo-secours) des câbles, tuyaux, fibres optiques et autres faisceaux en plaçant un ou plusieurs cordons enveloppant complètement la cible. Ils sont également employés dans les chaudières industrielles pour briser les mâchefers (laitier solidifié de cendres de charbon) adhérant à des structures tubulaires. 
Les cordeaux détonants de forte puissance peuvent être utilisés pour abattre de petits arbres notamment pour dégager une zone d’atterrissage pour hélicoptère, bien que ce processus ne soit pas économique comparé à l'utilisation d'explosifs en vrac, ou même d'une tronçonneuse. Ils sont parfois utilisés par des plongeurs pour enlever des pilotis d'anciens quais ou d'autres obstacles sous-marins. Un nœud coulant de cordeau détonant peut permettre de découper rapidement une serrure d'une porte verrouillée. Enroulé en anneaux sur une porte ou des cloisons, il peut découper une ouverture qui permet le passage.
Les cordeaux détonants peuvent également être employés dans la démolition de minces dalles de béton, où ils sont introduits dans des canaux forés parallèlement à la surface. Cette méthode a l'avantage par rapport à l'emploi de dynamite de nécessiter une force explosive plus faible et de n'avoir à forer que des trous de faible diamètre pour contenir l'explosion.

## Appellations familières
L'expression familière de l'armée finlandaise pour le cordon de détonation est anopin pyykkinaru (corde à linge de belle-mère), compte tenu de sa ressemblance avec une corde à linge ordinaire.
En philippin, le mot correspondant mitsa est utilisé dans la phrase Mitsa ng Buhay qui se traduit par « cordon détonant de (sa) vie », une métaphore de quelque chose qui est susceptible de causer son décès en mettant directement sa vie en péril (par exemple sports extrêmes, par rapport au tabac).